# 岡山県道369号尾原賀陽線
岡山県道369号尾原賀陽線（おかやまけんどう369ごう おばらかようせん）は、岡山県加賀郡吉備中央町を通る一般県道である。

## 概要
加賀郡吉備中央町尾原と加賀郡吉備中央町豊野を結ぶ。

### 路線データ
- 起点：加賀郡吉備中央町尾原（岡山県道49号高梁旭線交点）
- 終点：加賀郡吉備中央町豊野（岡山県道31号高梁御津線交点）
- 総延長：7.7 km

## 歴史
- 1960年（昭和35年）3月18日 - 岡山県告示第335号により認定される。
- 1972年（昭和47年） - 岡山県の県道番号再編により現行の路線番号に変更される。
- 2004年（平成16年）10月1日 - 上房郡賀陽町と御津郡加茂川町が対等合併して加賀郡吉備中央町が発足したことに伴い全線が加賀郡吉備中央町域のみを通る路線になり、併せて起終点の地名表記が変更される。

## 路線状況

### 重複区間
- 岡山県道156号賀陽有漢線（加賀郡吉備中央町豊野）

## 地理

### 通過する自治体
- 加賀郡吉備中央町

### 交差する道路
| 交差する道路                                                | 交差する場所 | 交差する場所 |
| ----------------------------------------------------------- | ------------ | ------------ |
| 岡山県道49号高梁旭線                                        | 尾原         | 起点         |
| 岡山県道156号賀陽有漢線 重複区間起点                        | 豊野         |              |
| 岡山県道31号高梁御津線 岡山県道156号賀陽有漢線 重複区間終点 | 豊野         | 終点         |

### 沿線
- 中国自然歩道
- 吉備中央町立豊野小学校
- 吉備中央町役場